# Perrierodendron boinense
Perrierodendron boinense är en tvåhjärtbladig växtart som först beskrevs av Joseph Marie Henry Alfred Perrier de la Bâthie, och fick sitt nu gällande namn av Alberto Judice Leote Cavaco. Perrierodendron boinense ingår i släktet Perrierodendron och familjen Sarcolaenaceae. Inga underarter finns listade i Catalogue of Life.